# My Lady Jane
My Lady Jane (no Brasil: Minha Lady Jane) é uma série de televisão britânica de fantasia histórica, criada para a Prime Video, com Emily Bader, Edward Bluemel e Jordan Peters. Produzida pela MacDonald & Parkes, a série de televisão é adaptada por Gemma Burgess a partir de um romance de Jodi Meadows, Brodi Ashton e Cynthia Hand. A série é uma releitura cómica e anacrónica da vida de Lady Jane Grey, uma figura histórica da monarquia inglesa.

## Sinopse
A história passa-se no século XVI e segue Lady Jane Grey, que é forçada pela sua família a casar com Lord Guildford Dudley. Jane, prima de Eduardo VI, está na linha de sucessão ao trono. Nesta versão alternativa da história, a Inglaterra é habitada por Etianos, seres humanos que se podem transformar em animais. Os humanos normais, conhecidos como Verities, perseguem e expulsam os Etianos da sociedade. Na série, Eduardo VI não morre de tuberculose, e Jane Grey e seu marido não são decapitados. Em vez disso, Jane é coroada rainha e precisa defender o seu trono contra os nobres que querem tomar o seu lugar.

## Elenco
- Emily Bader como Lady Jane Grey
- Edward Bluemel como Lord Guildford Dudley
- Jordan Peters como Rei Eduardo VI
- Anna Chancellor como Lady Frances Grey
- Rob Brydon como Lord Dudley, sogro de Jane
- Dominic Cooper como Lord Seymour
- Will Keen como Duque of Norfolk
- Kate O'Flynn como Princesa Maria
- Máiréad Tyers como Susanna
- Isabella Brownson como Lady Katherine Grey
- Robyn Betteridge como Margaret Grey
- Henry Ashton como Lord Stan Dudley
- Abbie Hern como Bess
- Christian Patterson como Charles
- Joe Klocek como Fitz
- Harry Trevaldwyn como George
- Jason Forbes como Scrope
- Brandon Grace como William
- Michael Workeye como Archer
- Tallulah Greive como Petunia
- Jim Broadbent como Duque of Leicester
- Oliver Chris como Narrador

## Produção
A série é produzida pela Parkes & MacDonald, com Gemma Burgess e Meredith Glynn como produtoras executivas. Jamie Babbit também é produtora executiva e realizou o episódio piloto. A primeira temporada, composta por oito episódios, foi filmada no Reino Unido em 2022, com locais de filmagem incluindo Great Chalfield Manor, Dover Castle e Herstmonceux Castle.

## Recepção
A série estreou mundialmente no Festival de Cinema de Tribeca a 12 de junho de 2024 e foi lançada na Prime Video a 27 de junho de 2024. Recebeu críticas positivas, com uma pontuação de 93% no Rotten Tomatoes, uma média de 7,3/10 no IMDb, e uma pontuação de 71/100 no Metacritic, indicando "críticas geralmente favoráveis". A crítica elogiou a série pela sua abordagem humorística da história, comparando-a com outras produções de fantasia histórica como "Bridgerton".

## Contexto Histórico
Lady Jane Grey, uma figura histórica intrigante do século XVI, ficou conhecida como a "Rainha dos Nove Dias" devido ao seu breve e controverso reinado sobre Inglaterra e Irlanda em julho de 1553. Nascida numa família nobre e considerada uma das mulheres mais cultas do seu tempo, Jane era prima em segundo grau de Eduardo VI.
Quando Eduardo VI, gravemente doente, se viu confrontado com a sua morte iminente, escolheu Jane como sua sucessora, preterindo as suas meias-irmãs, Isabel e Maria Tudor. Esta decisão foi motivada pelo desejo de Eduardo de manter um monarca protestante no trono, uma vez que Maria era católica.
Após a morte de Eduardo VI, Jane foi coroada rainha. No entanto, o seu reinado foi efémero, durando apenas de 10 a 19 de julho de 1553. A legitimidade da sua ascensão ao trono foi rapidamente contestada, pois o testamento que a nomeava herdeira não tinha sido aprovado pelo parlamento.
Maria Tudor, apoiada por um número significativo de seguidores, reivindicou o seu direito legal ao trono. Consequentemente, Jane foi deposta após nove dias, e Maria assumiu o poder como a primeira rainha oficialmente reconhecida de Inglaterra.
O destino de Jane Grey tomou um rumo trágico nos meses seguintes. Em 1554, ela e o seu marido, Guilford Dudley, foram acusados de alta traição por se manifestarem contra as reformas católicas implementadas por Maria I. Vistos como potenciais instigadores de uma rebelião, ambos foram condenados à morte e decapitados. Jane tinha apenas 17 anos na altura da sua execução.
Apesar do seu papel único na história inglesa, Lady Jane Grey acabou por ser praticamente esquecida nos registos oficiais. O seu breve reinado não é geralmente incluído nas listas oficiais de monarcas ingleses, e Maria I é frequentemente citada como a primeira mulher a assumir o trono de Inglaterra, apesar da curta passagem de Jane pelo poder.